# Museo Regional de Sonora
El Museo Regional de Sonora fue establecido desde 1985 en el edificio histórico de la "Antigua Penitenciaría", el principal objetivo del museo desde su apertura es dar a conocer las principales características culturales y educativas de los sonorenses mediante la difusión, investigación, comunicación y exhibición de su patrimonio cultural, fortaleciendo así su identidad.

## Antecedentes
El gobierno del estado de Sonora en los últimos años del siglo XIX llevó a cabo la construcción del moderno edificio con propósitos penitenciarios, el inmueble es una magnífica construcción de la época porfiriana y el ingeniero nacido en Francia, Arthur Francis Wrotnowski.
El edificio fue inaugurado el 15 de septiembre de 1908, por Luis E. Torres, gobernador de Sonora, y fue ocupado en ese momento como prisión, siendo los mismos presos e indígenas yaquis, los que trabajaron en su construcción. En ese momento la penitenciaría de Hermosillo era de las más higiénicas y mejores atendidas del país y después de 1979 el gobierno federal, mediante el Instituto Nacional de Antropología e Historia y el Gobierno del Estado de Sonora acordaron darle un nuevo uso a la Antigua Penitenciaría. Para ello se acordó la restauración conjunta del edificio y la instalación en el mismo del Centro Regional Sonora del INAH (hoy Centro INAH Sonora) y un museo que tratara sobre la historia del estado y su sociedad.

## Salas exhibición
El Museo cuenta con 18 salas de exposición permanente, cinco salas para exposición temporal, un auditorio con 130 butacas, así como una tienda de publicaciones y reproducciones del INAH.